# 山西武备学堂
山西武备学堂是清末位于太原一所新式学堂。

## 历史沿革
1898年，山西巡抚胡聘之创办山西武备学堂，学制三年，每年招收120人，课程分为内堂讲授和场地训练两类。
校址位于太原东门内大校场。
1900年，因为义和团运动兴起，山西巡抚毓贤下令学堂停办。
1902年，山西巡抚岑春煊重新开办学堂，任命祖绳武为学堂总办。
1904年起，学堂开始向日本派遣军事留学生。阎锡山、温寿泉等人均是借此机会赴日本留学。
1906年，学堂停办。